# Ферогастингсит
Ферогастингсит (рос. феррогастингсит; англ. ferrohastingsite; нім. Ferro-Hastingsit m) — мінерал, залізистий різновид гастингситу. Кінцевий член ізоморфної серії паргасит — ферогастинґсит.
Від феро… і назви мінералу гастинґситу (M.Billings, 1928).
Синоніми: гастинґсит залізистий

## Опис
Хімічна формула: NaCa2Fe42+(Al, Fe3+)[(OH, F)2Si6Al2O22.
Склад у % (з ґраніту родов. Рубідо-Маунтін, шт. Каліфорнія, США): Na2O — 1,81; CaO — 9,98; FeO — 23,18; Al2O3 — 12,18; Fe2O3 — 4,10; SiO2 — 39,56; H2O — 1,26; F — 1,20.
Домішки: MnO, MgO, K2O, TiO2.
Сингонія моноклінна. Спайність під кутом 560 ясна. Густина 3,50. Тв. 5-6. Колір темно-зелений, чорний; у шліфі жовтий, зелений. Двійники прості. Зустрічається в магматичних і метаморфічних породах, у рапаківі, нефелінових сієнітах, лужних ґранітах, ґнейсах.